# 평택2로
평택2로(Pyeongtaek 2-ro) 평택시 신평동 평택역오거리에서 비전동 한성아파트사거리를 잇는 도로이다.

## 주요 경유지
경기도
- 평택시 (신평동 . 비전동)

## 노선
| 이름             | 접속 노선               | 소재지 | 소재지 | 비고 |
| ---------------- | ----------------------- | ------ | ------ | ---- |
| 평택역오거리     | 평택1로 중앙2로 평택로  | 평택시 | 신평동 |      |
| 박애병원삼거리   | 평택2로20번길           | 평택시 | 신평동 |      |
| 평택경찰오거리   | 중앙로                  | 평택시 | 비전동 |      |
| (이름없음)       | 중앙1로                 | 평택시 | 비전동 |      |
| (이름없음)       | 평택5로 비전1로         | 평택시 | 비전동 |      |
| 한성아파트사거리 | 국도 제1호선 (경기대로) | 평택시 | 비전동 |      |
| 만세로와 직결    |                         |        |        |      |

## 주요 시설및 건물
- 파리바게뜨 평택중앙점 (평택2로 11/평택동 44-5)
- 탐앤탐스 평택역점 (평택2로 16/평택동 43-5)
- 한국자산관리공사 평택지사 (평택2로 34/평택동 32-3)
- 국민연금공단 평택안성지사 (평택2로 34/평택동 32-3)
- 평택중학교 (평택2로 101/비전동 469-8)
- 도미노피자 평택비전점 (평택2로 118/비전동 487-49)